# Антоніто (Колорадо)
Антоніто (англ. Antonito) — місто (англ. town) в США, в окрузі Конехос штату Колорадо. Населення — 647 осіб (2020).

## Географія
Антоніто розташоване за координатами 37°4′36″ пн. ш. 106°0′37″ зх. д. / 37.07667° пн. ш. 106.01028° зх. д. (37.076605, -106.010222).  За даними Бюро перепису населення США в 2010 році місто мало площу 1,04 км², уся площа — суходіл.

## Демографія
Згідно з переписом 2010 року, у місті мешкала 781 особа в 344 домогосподарствах у складі 207 родин. Густота населення становила 748 осіб/км².  Було 407 помешкань (390/км²).
Расовий склад населення:
| - 67,9 % — білих - 4,4 % — корінних американців - 0,8 % — чорних або афроамериканців - 0,5 % — вихідців з тихоокеанських островів - 0,1 % — азіатів - 21,5 % — осіб інших рас |

До двох чи більше рас належало 4,9 %. Частка іспаномовних становила 85,1 % від усіх жителів.
За віковим діапазоном населення розподілялося таким чином: 23,0 % — особи молодші 18 років, 59,7 % — особи у віці 18—64 років, 17,3 % — особи у віці 65 років та старші. Медіана віку мешканця становила 42,0 року. На 100 осіб жіночої статі у місті припадало 89,6 чоловіків;  на 100 жінок у віці від 18 років та старших — 90,2 чоловіків також старших 18 років.
Середній дохід на одне домашнє господарство  становив 30 626 доларів США (медіана — 21 087), а середній дохід на одну сім'ю — 39 465 доларів (медіана — 29 615). За межею бідності перебувало 35,4 % осіб, у тому числі 59,6 % дітей у віці до 18 років та 33,8 % осіб у віці 65 років та старших.
Цивільне працевлаштоване населення становило 246 осіб. Основні галузі зайнятості: освіта, охорона здоров'я та соціальна допомога — 33,3 %, роздрібна торгівля — 18,3 %, мистецтво, розваги та відпочинок — 9,3 %, будівництво — 8,1 %.